# 花溪南站
花溪南站是一个属于贵阳市域环城快铁的铁路车站，位于中华人民共和国贵州省贵阳市花溪区清溪路261号。本站于2022年3月30日随贵阳市域环城快铁的开通而启用。

## 车站结构
本站为地面双岛四线式车站。

### 车站楼层
| 地面 | 站厅               | 售票处、进站口、候车区、出站口            |  |  |
|      | 上行站台（待避线） | 贵阳市域环城快铁 内环（下站：孟关）       |  |  |
|      | 岛式站台           |                                           |  |  |
|      | 越行线             | 贵阳市域环城快铁 内环越行线               |  |  |
|      | 越行线             | 贵阳市域环城快铁 外环越行线               |  |  |
|      | 岛式站台           |                                           |  |  |
|      | 下行站台（待避线） | 贵阳市域环城快铁 外环（下站：花溪大学城） |  |  |

## 车站特色
本站以“浪漫”为创意原点，将花溪绮丽瑰秀、布局天然的自然风光与多姿多彩的历史人文通过平面化抽象化的方式表达出来。装饰化元素采用高坡乡苗族非遗文化挑花中的八角纹等图案加以线性处理，形成虚实对比、远近轻重、大小韵律等关系，用现代构成的艺术手法传达花溪民族文化的美学内涵。

## 历史
- 2021年7月3日，本站10KV配电所一次受电成功[4]。